# Callum Tapping
Callum Tapping (Londen, 5 juni 1993) is een Schots voetballer die als aanvaller speelt. Hij komt sinds 2014 voor de Schotse derdeklasser Brechin City FC uit. Voordien speelde hij voor Heart of Midlothian FC.
Tapping debuteerde op 19 januari 2013 voor Hearts FC in de uitwedstrijd tegen Celtic FC. De wedstrijd werd met 4-1 verloren.